# Manto del Río
Manto del Río är en ort i Mexiko, tillhörande kommunen Atlacomulco i den nordvästra delen av delstaten Mexiko, i den centrala delen av landet. Orten hade 1 250 invånare vid folkräkningen 2010. Manto del Río ligger i den nordvästra delen av kommunen, vid floden Lerma.